# 霍达兰
霍达兰（挪威語： 聆听ⓘ）是挪威西南部已撤銷的郡，首府及最大的城市为卑爾根。霍达兰郡面积15,460平方公里，人口456,711（2007年），曾是挪威人口第3大郡。
2020年1月1日，霍達蘭郡與松恩-菲尤拉訥郡因合併設立韋斯特蘭郡而廢止。

## 市镇
霍达兰郡有33个市镇，如下：
| 霍达兰郡市镇 | 1. 阿斯克于（Askøy） 2. 艾于斯特沃爾（Austevoll） 3. 艾于斯特爾海姆（Austrheim） 4. 卑尔根（Bergen） 5. 伯姆盧（Bømlo） 6. 埃德菲尤爾（Eidfjord） 7. 埃特訥（Etne） 8. 菲迪厄（Fedje） 9. 菲恰尔（Fitjar） 10. 菲耶爾（Fjell） 11. 菲薩（） 12. 格蘭溫（Granvin） 13. 永達爾（Jondal） 14. 克瓦姆（Kvam） 15. 克溫赫拉（Kvinnherad） 16. 林多斯（Lindås） 17. 馬斯菲尤恩（Masfjorden） 18. 梅蘭（） 19. 莫達倫（Modalen） 20. 奥达（） 21. 烏斯（） 22. 乌斯特略（Osterøy） 23. 厄于加倫（Øygarden） 24. 拉德島（Radøy） 25. 薩姆南厄爾（Samnanger） 26. 斯圖爾（Stord） 27. 松（） 28. 斯韋奧（Sveio） 29. 廷斯內斯（Tysnes） 30. 于倫斯旺（Ullensvang） 31. 于爾維克（Ulvik） 32. 瓦克斯达尔（Vaksdal） 33. 沃斯（） |